# Sagra (Masaccio)

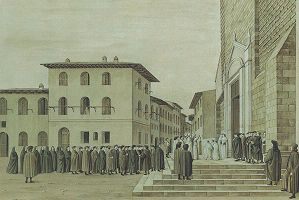
Ricostruzione dell'affresco della Sagra (dettaglio)

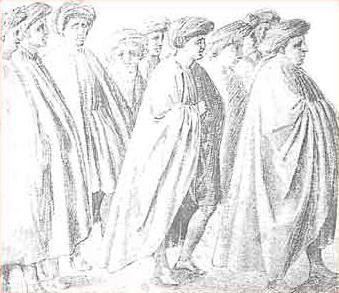
Dettaglio della Sagra, dal disegno di Andrea Commodi

La Sagra è un perduto affresco di Masaccio, già posto su una lunetta sopra una porta del chiostro della chiesa del Carmine di Firenze. Eseguito poco prima o in contemporanea con gli affreschi della Cappella Brancacci era databile al 1425-1426 o, secondo altri studiosi, al 1427 e venne distrutto nei rifacimenti del chiostro, nel 1600 o 1612.

## Descrizione
L'affresco era a monocromo in terra verde, come era tipico a quell'epoca per i chiostri (si pensi al chiostro Verde di Paolo Uccello e altri pittori). Esso commemorava la consacrazione della chiesa avvenuta il 19 aprile 1422, alla presenza dell'arcivescovo Amerigo Corsini.
Masaccio, secondo il Vasari, fu presente alla cerimonia con Brunelleschi, Donatello e Masolino. La scena mostrava il sagrato della chiesa come appare dall'angolo con piazza Piattellina, scorciato in prospettiva.
Era, secondo la testimonianza del Vasari, la scena folta di ritratti dei cittadini e artisti più in vista di Firenze: «E vi ritrasse infinito numero di cittadini in mantello et in cappuccio, che vanno dietro a la processione; fra i quali fece Filippo di Ser Brunellesco in zoccoli, Donatello, Masolino da Panicale [...], Antonio Brancacci, che gli fece far la cappella, Niccolò da Uzzano, Giovanni di Bicci de' Medici, Bartolomeo Valori il vecchio [...]. Ritrassevi similmente Lorenzo Ridolfi, che in que' tempi era ambasciadore per la Repubblica fiorentina a Vinezia». Nella narrazione dell'evento cittadino l'inserimento degli artisti, tra gli uomini più in vista della città, è sintomo della diversa visione che l'Umanesimo aveva apportato al ruolo dell'artista, non più semplice artigiano, ma intellettuale partecipe della vita culturale cittadina e rispettoso dei riti della Chiesa. 
Sempre secondo la testimonianza del Vasari l'opera doveva integrare una serie di ritratti «dal vero», in una scenografia di saldo impianto prospettico. Pare quindi che l'opera sviluppasse ulteriormente gli esperimenti prospettici della Cappella Brancacci e che fosse nientemeno che il punto di partenza della ritrattistica rinascimentale italiana. La lodata bravura dell'artista nel rendere il movimento delle numerose figure, disposte su più file, ha portato ad associare questa composizione allo stile del Desco da parto, databile al 1426.
L'opera, che venne tanto rimpianta dal Baldinucci, fu il prototipo di un formato destinato ad avere grande successo soprattutto a Venezia: si pensi ai dipinti delle processioni cittadine di Giovanni Bellini o di Vittore Carpaccio. A Firenze influenzò gli affreschi di Bicci di Lorenzo (Santa Maria Nuova) e di Cosimo Rosselli (Sant'Ambrogio).
Da alcuni anni, a seguito di accurate ricerche effettuate da uno studioso fiorentino, si pensa che sia stato rintracciato il punto esatto, a lungo cercato nei secoli scorsi, dove Masaccio raffigurò la Sagra, nella parete esterna della chiesa all'inizio del chiostro, dove si appoggiò la volta a botte dell'androne, prolungato di diversi metri a sostegno del nuovo dormitorio.

## Disegni
Dell'opera resta traccia in sette disegni cinquecenteschi:
1. di anonimo pittore fiorentino della seconda metà del Cinquecento, conservato nel Gabinetto dei Disegni e delle Stampe degli Uffizi;
2. di mano di Michelangelo all'Albertina di Vienna;
3. di anonimo fiorentino della fine del Cinquecento a Folkestone, Museum and Art Gallery;
4. di mano forse di Andrea Commodi a Firenze, nella collezione Procacci;
5. di attribuzione ad Antonio Mirri, a Firenze nella Casa Buonarroti;
6. di anonimo della prima metà del XVI secolo, non se ne conosce la collocazione,
7. di Federico Zuccari, in collezione privata inglese.